# Suzdalský kreml
Suzdalský kreml (rusky Суздальский кремль) je částečně dochovaný kreml, tvořící historické jádro ruského Suzdalu. Pevnost vznikla na přelomu 11. a 12. století a brzy se stala důležitým centrem Vladimirsko-suzdalského knížectví. Na počátku 18. století dřevěné opevnění zcela shořelo, dodnes se tak dochovalo pouze několik objektů vnitřního kremlu a val. Od roku 1992 je tento areál v rámci Bílých památek Vladimiru a Suzdalu zanesen na seznam světového dědictví UNESCO.

## Historie
Nejstarší dochovaná část kremlu, obranný val, pochází z 2. poloviny 11. století a vznikl tak v období, kdy v oblasti vládl Vladimír II. Monomach. Není však vyloučeno, že již v 10. století se zde nacházelo osídlení. Samotný val je velmi dobře dochovaný díky tomu, že byl vyztužen dřevěnou konstrukcí. O něco později vznikly hradby z dubových kůlů s věžemi a dvěma branami. Důležitou roli v obranném systému kremlu hrála i blízká řeka Kamenka, která tvořila přirozenou vodní bariéru.
Roku 1194 byly na příkaz vladimirsko-suzdalského knížete Vsevoloda III. Velkého hnízda jednoduché hradby nahrazeny během jediného roku roubenými.
Ještě v 17. století byl Suzdalský kreml důležitým duchovním, administrativním, obchodním i obranným centrem pro široké okolí. Nacházel se zde knížecí dvůr a dvůr episkopa s městskou katedrálou, tržiště a okolo 1500 mužů, připravených chopit se v případě potřeby zbraní.
Roku 1719 došlo k velkému požáru, kterému podlehly kremelské hradby, věže i brány. Dodnes však zůstaly velmi dobře zachované obranné valy, zejména díky dřevěné výztuži, kterou je stavitelé zpevnili. Výjimkou je severní část valu, která byla kvůli rozvodňování řeky Kamenky postupně odplavena.

## Areál kremlu

### Chrám narození Panny Marie
Byl vystavěn v letech 1222–1225 z místního bílého vápence. Stojí na místě původního cihlového chrámu z dob Vladimíra Monomacha. Roku 1445 však chrám vypálili kazaňští Tataři, v důsledku požáru byla vrchní část chrámu zničena. Původní zdi byly tedy v 16. století rozebrány do výše cca 5 metrů (po řadu drobných oblouků) a vrchní část byla obnovena z cihel. Na staré části zdí se dochovalo množství vytesaných dekorací: figury lvů, ženské masky a složité ornamenty. Jsou zde pohřbeni synové Jurije Dolgorukého. Roku 1635 byla v těsné blízkosti vybudována zvonice. V současnosti je chrám jednak muzeem, jednak zde probíhají pravidelné bohoslužby.

### Archijerejský palác
Postupně se formoval v 15.–18. století jako obytný komplex pro suzdalské církevní představitele. Hlavní budova stojí v bezprostřední blízkosti Chrámu narození Panny Marie. Od poloviny 20. století se zde nachází muzeum historie Suzdalského kremlu a suzdalského kraje.

### Chrám svatého Mikuláše (dřevěný)
Dřevěný chrám, nacházející se v západní části kremlu, byl vystavěn roku 1766 v obci Glotovo ve Vladimirské oblasti. Roku 1960 byl tento cenný objekt přesunut do Suzdalského kremlu pro zvýšení turistické atraktivnosti areálu.

### Chrám Zesnutí přesvaté Bohorodice
Nevelký chrám ve východní části kremlu ve stylu naryškinského baroka (v Suzdalu velmi vzácně zastoupeném stylu). Přesné datum výstavby není s jistotou známo, nejspíš vznikl roku 1650 na místě staršího vyhořelého chrámu. Po velkém požáru roku 1719, při kterém vzaly za své celé hradby, byl značně přestavěn. Do bolševické revoluce patřila k chrámu také zvonice a přídělek sv. Sergeje a Nikona Radoněžských (17.–18. stol.), obehnán byl nízkým plotem s branou. Všechny tyto stavby byly zničeny ve 20. letech 20. století.

### Chrám svatého Mikuláše (kamenný)
Vystavěn v letech 1720–1739 v jihovýchodní části kremlu v rámci obnovy po velkém požáru. Jedná se o letní chrám, k němuž patří blízký Chrám narození Páně. Natáčel se zde sovětský film Ženitba Balzaminova (1964).

### Chrám narození Páně
Vystavěn roku 1775, je to párový zimní chrám kamenného Chrámu narození Páně. V 19. století přistavěna předsíň.

## Galerie

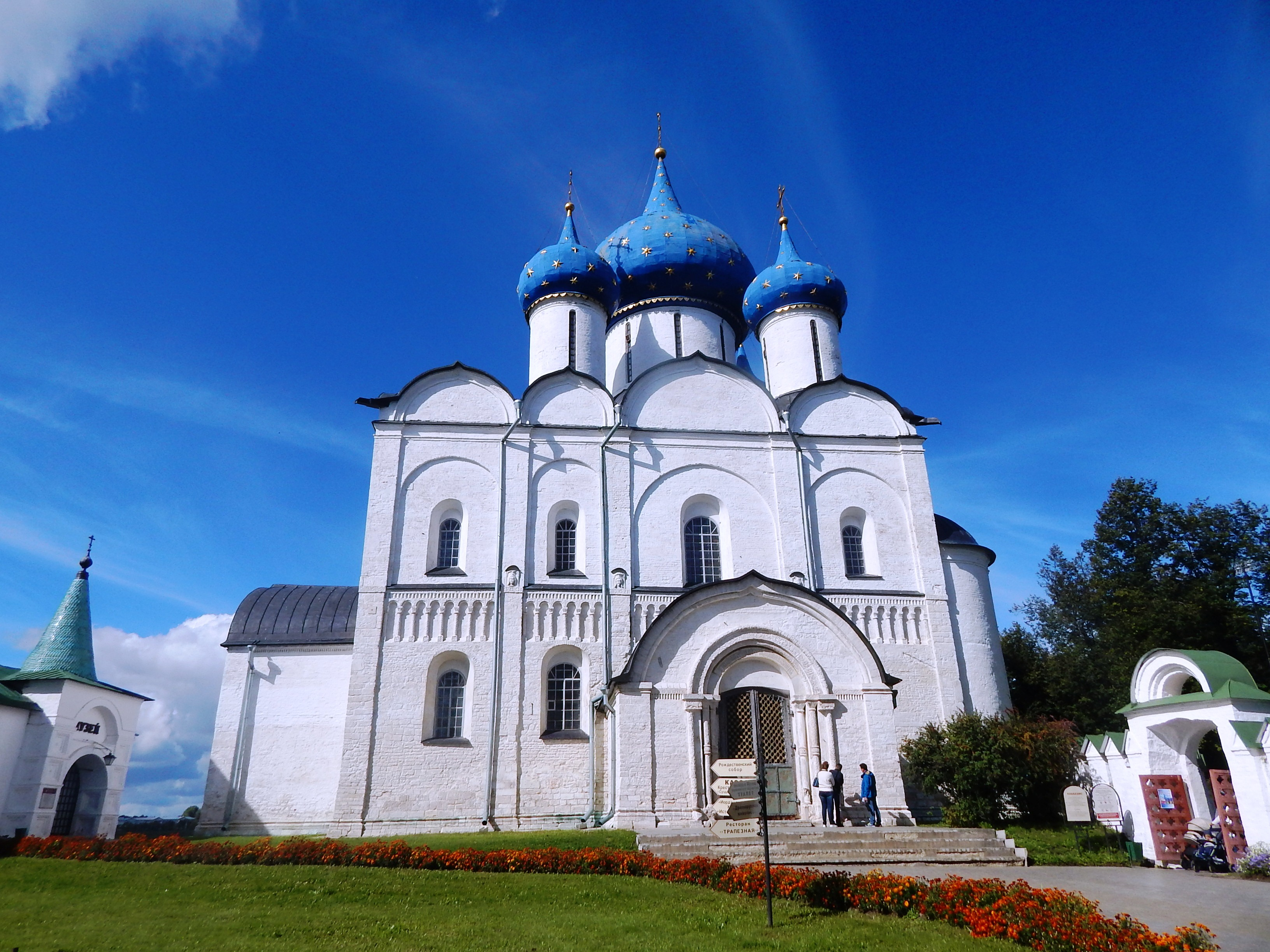
Chrám narození Panny Marie
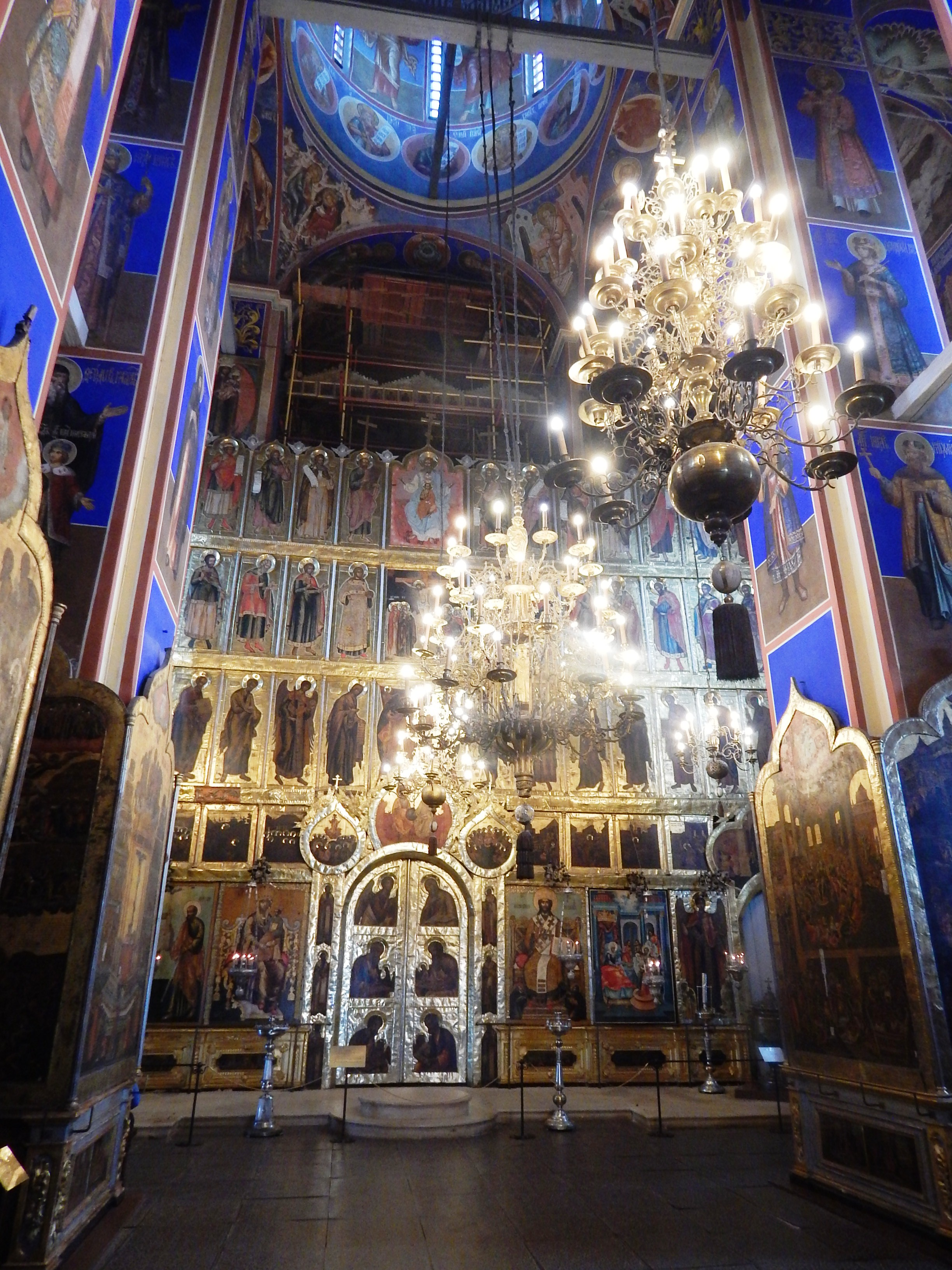
interiér
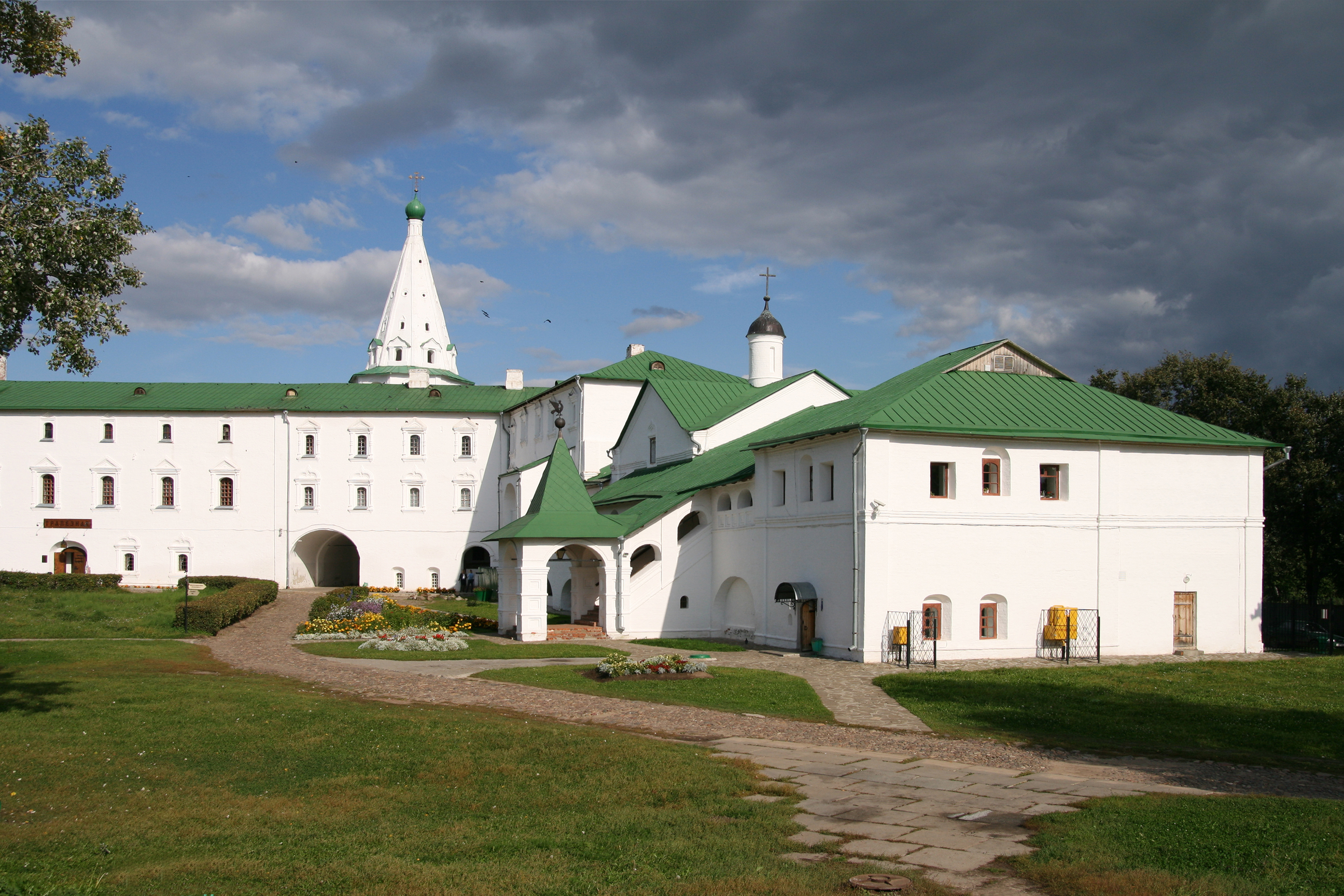
Archijerejský palác
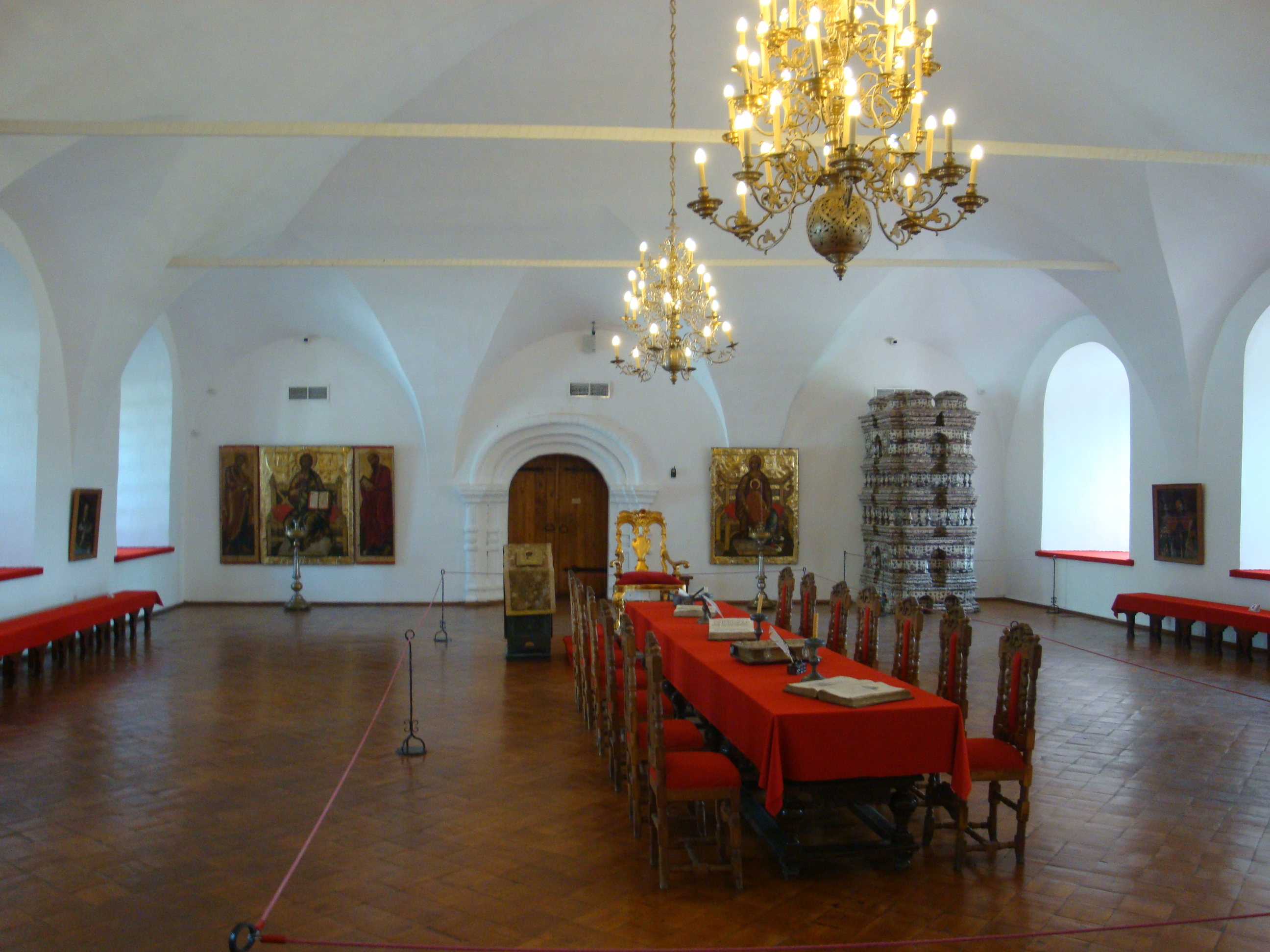
interiér
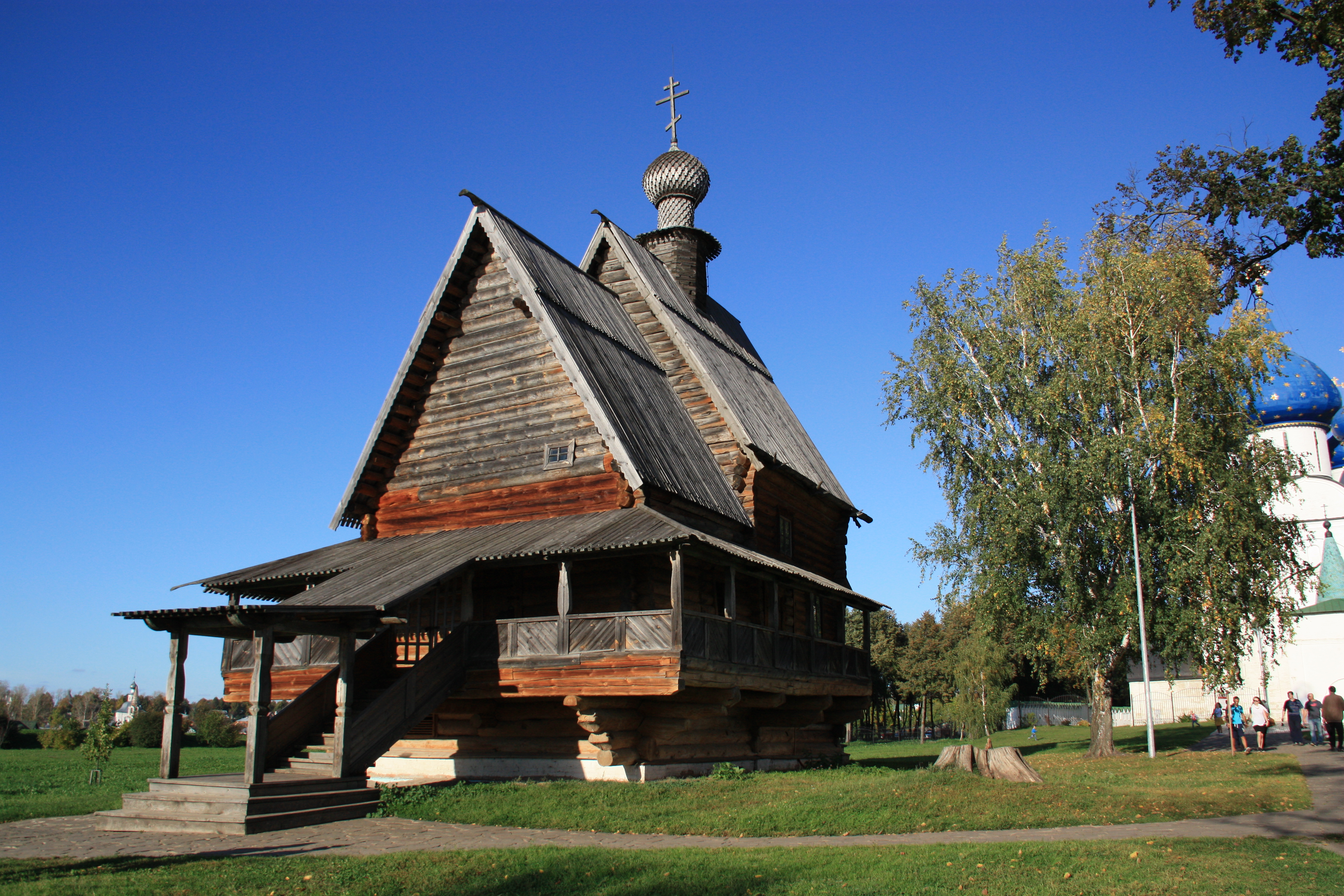
Chrám svatého Mikuláše
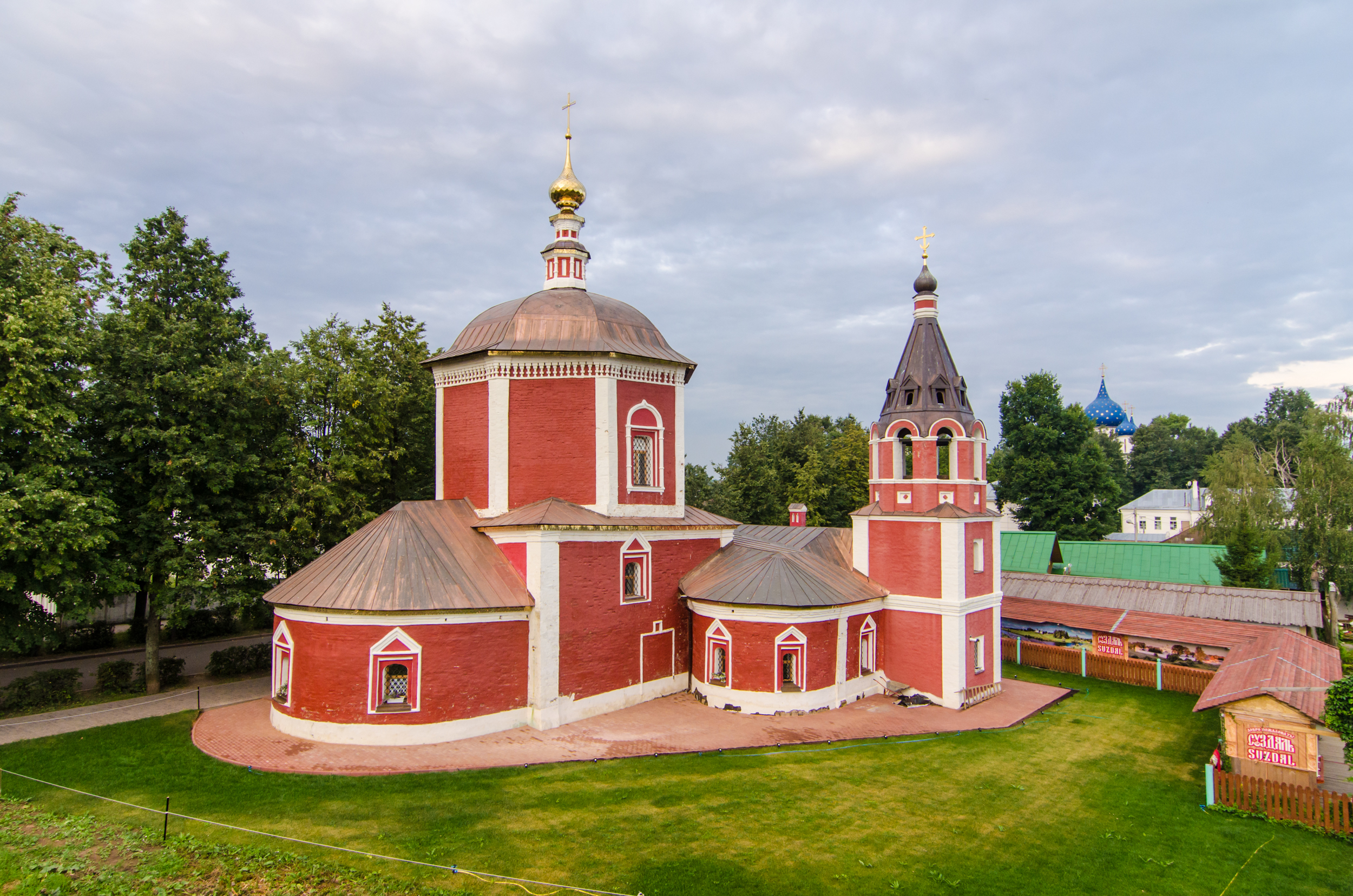
Chrám Zesnutí přesvaté Bohorodice
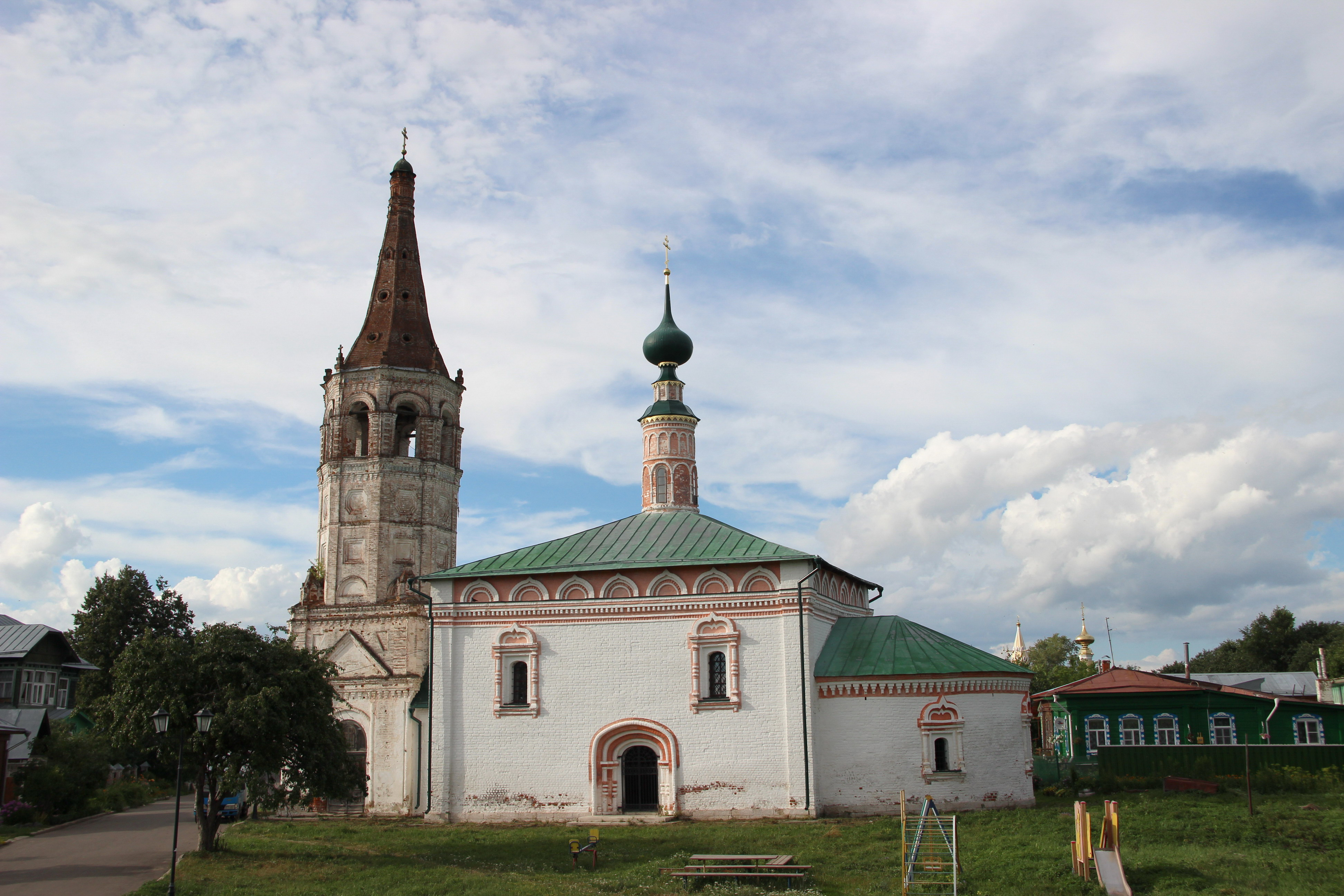
Chrám svatého Mikuláše
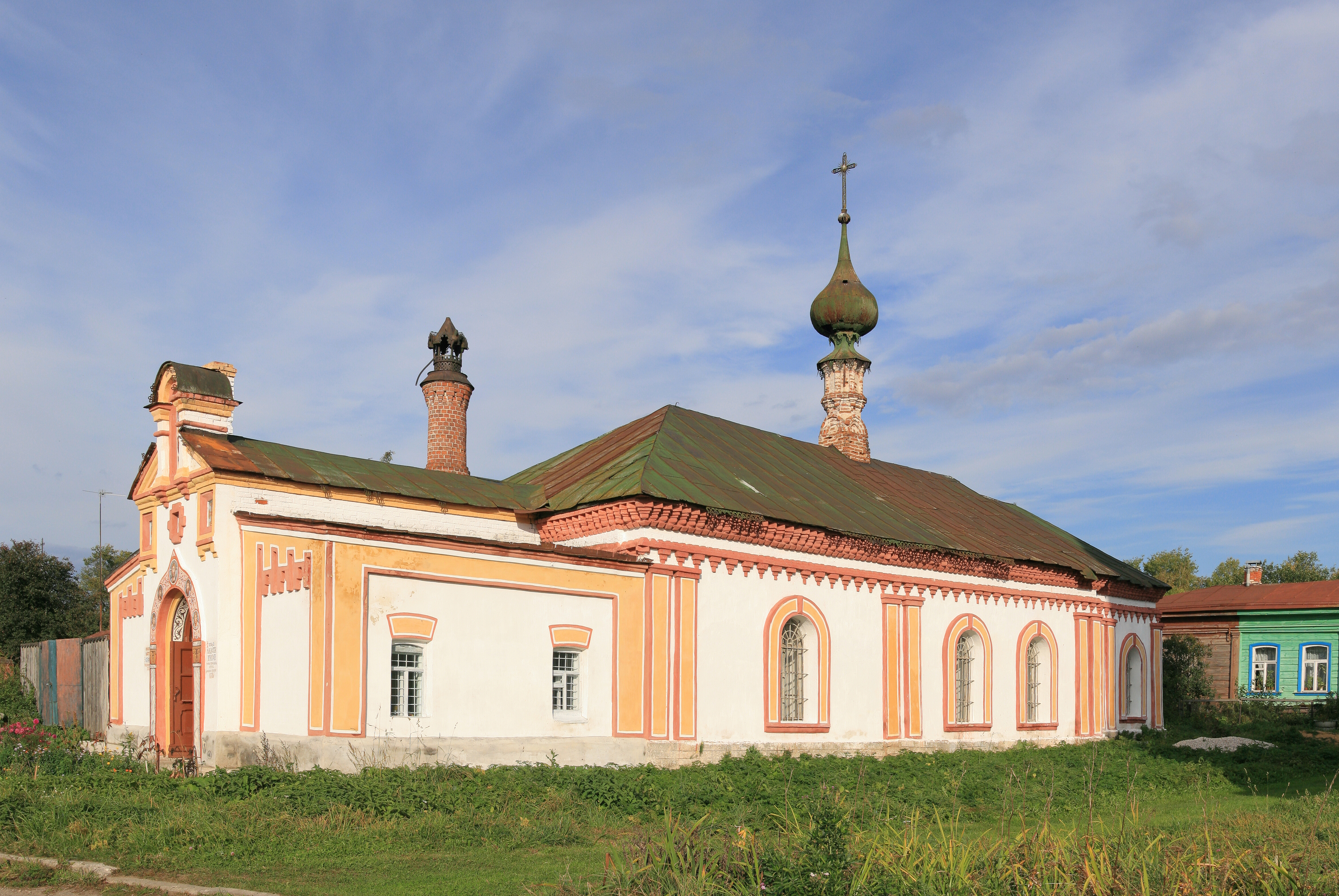
Chrám narození Páně
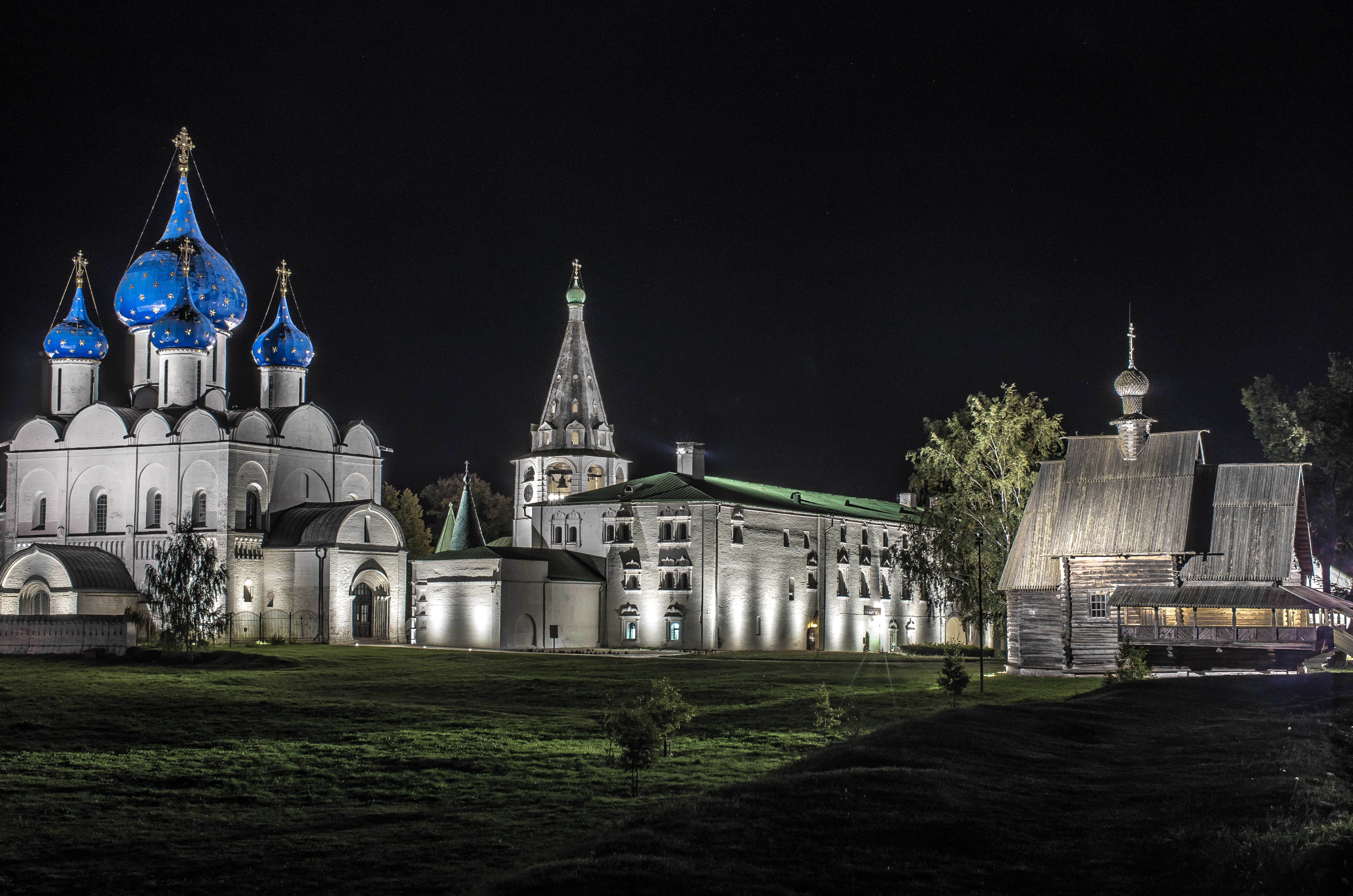
areál kremlu v noci
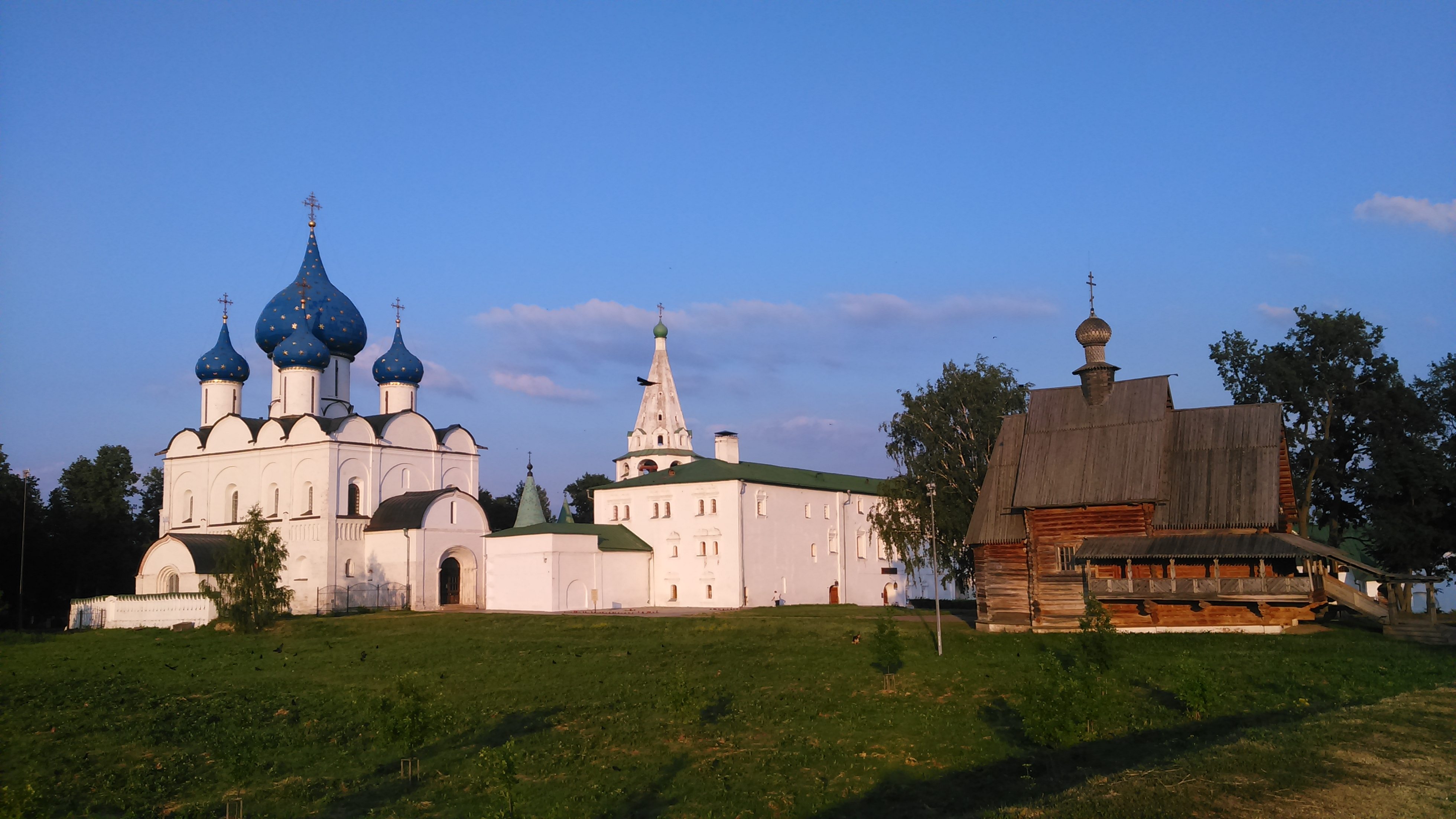
areál kremlu ve dne